# Tocolòsida
Tocolòsida o Tocolsida va ser la posició romana més meridional de la província de la Mauritània Tingitana.
El lloc es troba prop de les Muntanyes de l'Atles al sud de la ciutat romana de Volúbilis. Va ser una de les cinc fortaleses construïdes per defensar Volúbilis, i va existir des de l'any 30 aC fins al 300, encara que alguns autors pensen que va estar habitada fins a la conquesta musulmana del Magrib. La ciutat es mencionava a l'Itinerari d'Antoní i a la Geographia de Claudi Ptolemeu. Antoní Pius la va fortificar, i hi va situar tropes de cavalleria gala. Segurament va ser ell qui va construir un aqüeducte.
S'identifica amb Magilla, prop de Sidi Casseni.